# Stanislas Rakotonirina
Pour les articles homonymes, voir Rakotonirina.
Stanislas Rakotonirina, né le 17 août 1906 à Tananarive (Madagascar) et mort le 30 juin 1976 dans le 18e arrondissement de Paris, est un homme politique franco-malgache.

## Biographie
Stanislas Rakotonirina est le maire de Tananarive de 1956 à 1959,,.
En 1957, il est écarté du conseil de gouvernement de Madagascar.
Il est élu au Conseil de la République,.